# 塞尔维亚—马来西亚关系
塞尔维亚－马来西亚关系是指马来西亚和塞尔维亚之間的雙邊關係。两国于1967年建交。

## 政治概况
马来西亚于1967年与塞尔维亚的前身南斯拉夫社會主義聯邦共和國建立外交关系。并曾互设大使馆。南斯拉夫解体后，由于长时间的南斯拉夫内战，以及马来西亚政府在战争中支持波斯尼亚及科索沃，谴责塞尔维亚人基于种族和宗教对穆斯林犯下的种族清洗罪行，两国关系紧张。马来西亚亦以塞尔维亚族在波斯尼亚的暴行为由，将驻贝尔格莱德大使馆降格为领事馆。并委托印尼使馆代理马来西亚在当地的利益。大马还支持美国等北約国家轟炸南斯拉夫，认为该军事行动有助于阻止塞尔维亚的暴行
2004年2月13日，马来西亚与塞爾維亞與蒙特內哥羅关系恢复正常化，马来西亚在贝尔格莱德重新启用大使馆。但马来西亚对塞黑政府并不友好，亦限发塞黑公民的签证。同时，塞尔维亚和黑山公民也被禁止参加“马来西亚第二家园计划”。
2006年，蒙特內哥羅脱离塞黑独立，塞尔维亚繼承了塞黑与马来西亚的双边关系。2008年8月，塞尔维亚和马来西亚的高级官员举行了自1991年以来的首次进行外交会议。此后，塞尔维亚外交部长武克·耶雷米奇说，塞尔维亚可能在马来西亚设立大使馆。而双方签署的双边协议，使马来西亚取消了对塞尔维亚公民的签证限制，导致以色列成为世界上最后一个不能参与“马来西亚第二家园计划”的国家。但塞尔维亚迄今未在吉隆坡建立大使馆，对马来西亚的相关事务由駐印尼雅加达大使馆兼轄。
2008年10月30日，马来西亚承认科索沃独立后，塞尔维亚宣布马来西亚大使为“不受欢迎人物”，并将他驱逐出境。但近年来，两国关系已经有所改善。

### 簽證

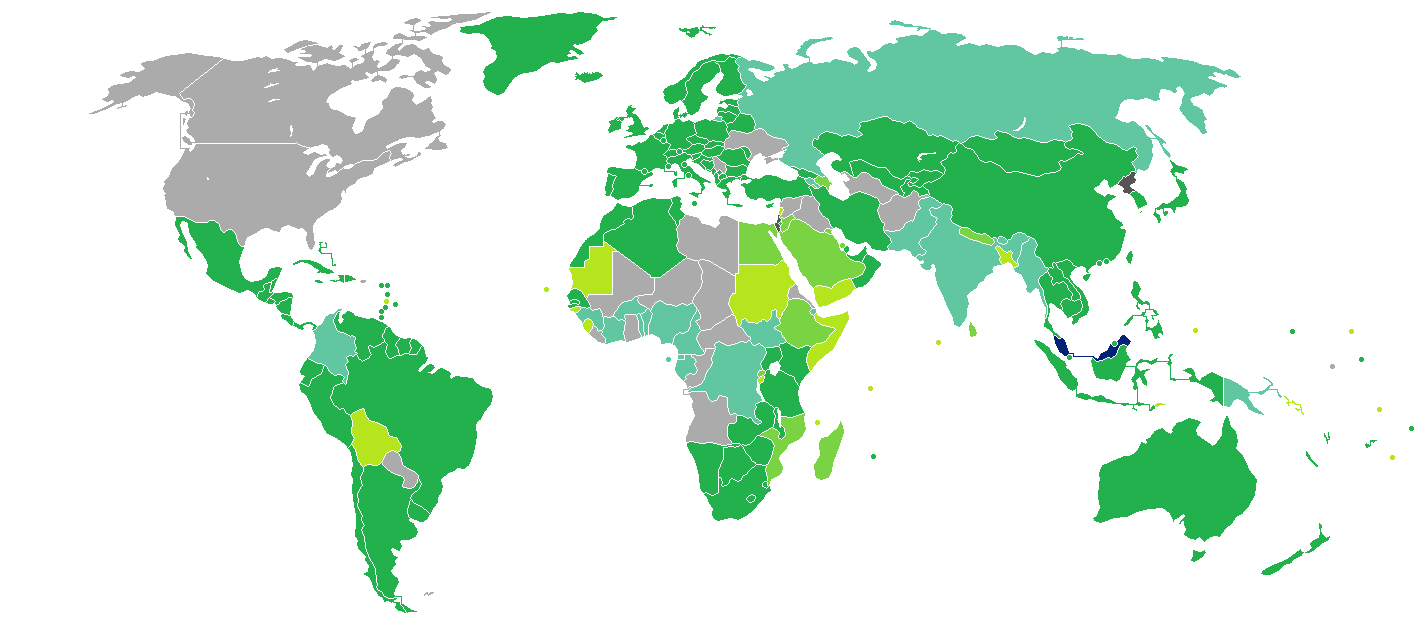
持马来西亚护照的马来西亚公民簽證要求分布圖：入境塞爾維亞需要簽證。

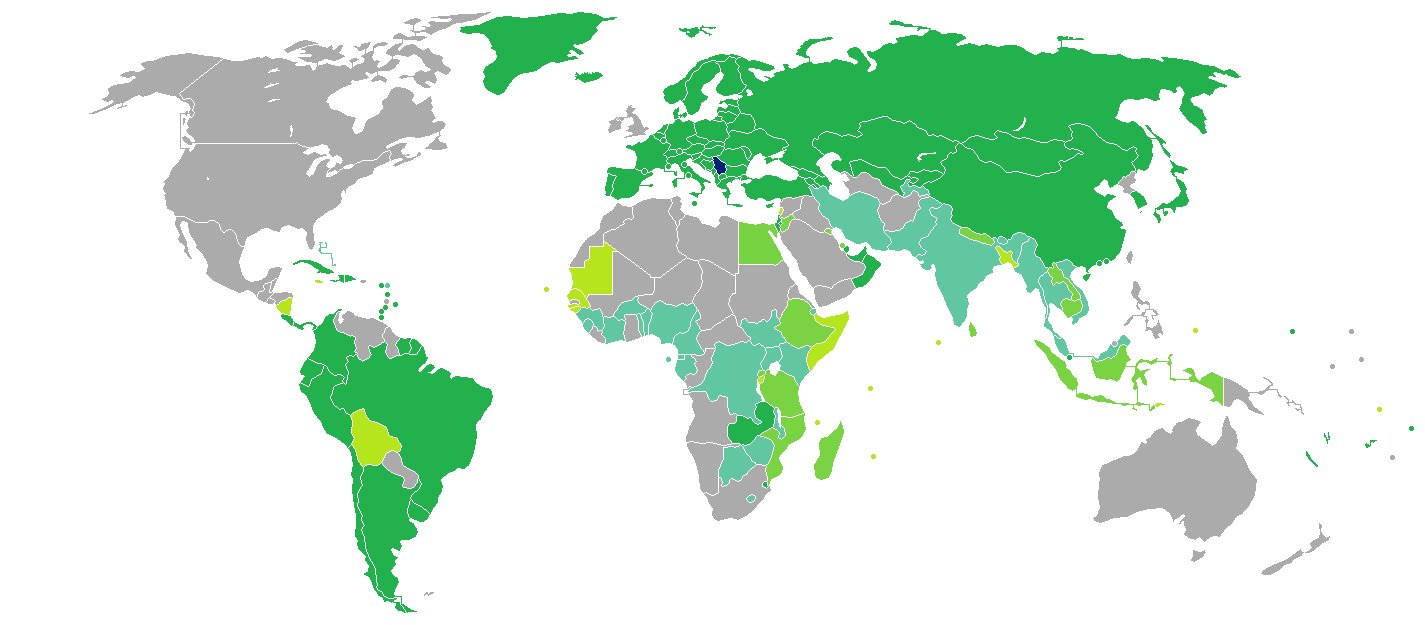
持塞爾維亞護照的塞爾維亞公民簽證要求分布圖：入境马来西亚可以電子簽證。

兩國公民皆須申請簽證方可入境對方國家。持有马来西亚护照的马来西亚公民可前往塞爾維亞駐印尼大使館辦理簽證。因塞爾維亞與科索沃仍存有主權爭議，由塞國前往科國，須備妥入境相關證明文件，以免在兩國邊境海關受阻。马来西亚公民前往科索沃可免簽證。
持有塞爾維亞護照的塞爾維亞公民可以電子簽證入境马来西亚，停留期限为30天。

## 经贸关系
2020年，塞、馬双边贸易额达到5569万欧元，同比2019年增长了37万欧元。其中，塞尔维亚向马来西亚出口332万欧元，同比2019年增长了61万欧元。两国在1969年签署了商贸协定，1972年亦签署了经济技术合作协议。

## 外部連結
- 塞尔维亚外交部－马来西亚簡介 （页面存档备份，存于）
- 塞尔维亚驻印尼大使馆 （页面存档备份，存于）
- 马来西亚驻塞尔维亚大使馆 （页面存档备份，存于）